# Brenkite
La brenkite è un minerale.